# Yahoo Serious
Yahoo Serious   (Cardiff, 27 de juliol de 1953) és un cineasta australià, conegut fora d'Oceania per la pel·lícula El jovenet Einstein.
Estudiant d'art, Pead buscava la manera de «destruir l'art com a objecte», amb obres com una màquina de fer frànkfurts amb quatre persones dins o pintades en la frontera de l'escola, un fet que li valgué l'expulsió.
Després de Young Einstein, Serious realitzà dos llargmetratges més, Reckless Kelly (1993) i Mr Accident (2000), els quals no aconseguiren repetir l'èxit de la seua obra primera.